# خوزه رامون کورچادو
خوزه رامون کورچادو (انگلیسی: José Ramón Corchado؛ زادهٔ ۱۶ نوامبر ۱۹۵۷) بازیکن فوتبال اهل اسپانیا است.
وی همچنین در تیم‌های ملی فوتبال زیر ۱۸ سال اسپانیا و زیر ۲۱ سال اسپانیا بازی کرده‌است.